# 布萊恩·考克斯 (物理學家)
布萊恩·考克斯，CBE，FRS（英語：Brian Cox，1968年3月3日—），英国物理学家， 他在曼彻斯特大学的物理学和天文学院担任粒子物理学教授。他因为主持过一系列科学类电视节目而为大众熟知，特别是他主持过的奇迹系列节目（Wonders of…系列）。他还著有大众科普书籍，例如《为什么E=mc²?相对论普及读本》 （页面存档备份，存于）以及《科学可以这样看丛书：量子宇宙》，他编写或参与编写了超过950本科学出版物。
考克斯被大卫•阿滕伯勒和帕特里克•穆尔称作英国广播公司（BBC）科学类节目主持人的最佳继承者。在开始他学术职业生涯之前，考克斯曾在D:Ream乐队和Dare乐队担任键盘手。他作为英国广播公司的主持人所获得的年收入约为£250,000 - £299,999。

## 早年生活和教育

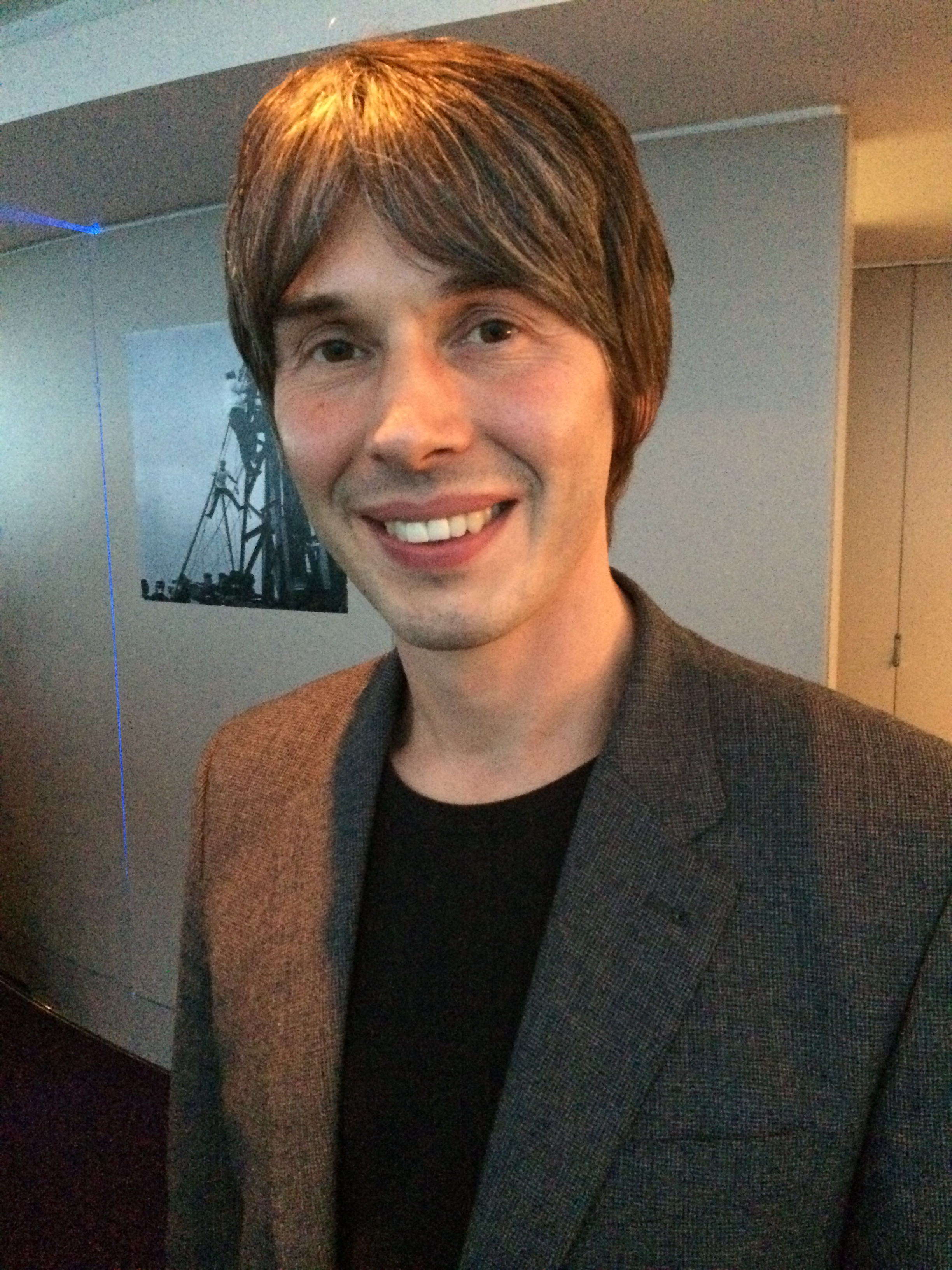
布莱恩·考克斯2013年10月

1968年3月3日，考克斯出生在皇家奥尔德姆医院。从1971年开始，他生活在奥尔德姆查德顿。他的父母在约克郡银行工作，父亲和母亲在同一家支行工作，母亲是那里的银行柜员，父亲则是中层管理人员。据他回忆，自己在奥尔德姆度过了快乐的童年，小时候的他喜欢舞蹈，体操，他还是个飞机迷和巴士迷。在1979年和1986年之间，他在奥尔德姆休姆文法学校上学，那是一所私立学校。在很多次接受采访的时候，以及《宇宙的奇迹》一期节目中，考克斯说自己12岁那年读了卡尔•萨根写的《宇宙》，这本书对他启发很大，激励他成为物理学家。他在强纳森•罗斯秀的一期节目中坦言自己A-level考试中的数学成绩很不好，他说：“我数学成绩是D……我那时候数学真的很差……后来我知道了，想要数学好就得多练习。”

### 音乐
20世纪80年代和90年代早期，考克斯在摇滚乐队Dare乐队担任键盘手。Dare乐队发行过两张考克斯参与制作的专辑，分别是1988年发行的Out of the Silence以及1991年发行的Blood from Stone。之后他加入了D:Ream乐队，D:Ream乐队有好几首歌都登上过英国单曲排行榜，其中包括登上过榜首的Things Can Only Get Better。后来这首歌被新工党用作选举的助选歌曲，但是考克斯并没有参与这首歌的录制。

### 高等教育
考克斯在发展音乐事业的同时进入了曼彻斯特大学学习物理学。他获得了理学学士学位，一等荣誉，以及物理学研究硕士学位。1997年D:Ream乐队解散后，他完成了在曼彻斯特大学的学习，并获得了高能粒子物理学的哲学博士学位。他的论文Double Diffraction Dissociation at Large Momentum Transfer,是在羅賓·馬歇爾的指导下完成的，并且是基于他曾开展过的H1实验，该实验是关于HERA粒子加速器,实验地点为德国汉堡的德国电子同步加速器研究所。

## 职业

### 研究
考克斯是曼彻斯特大学的高能物理组成员，他还参与了大型强子对撞机（LHC）的超环面仪器实验，实验地点位于瑞士日内瓦近郊的欧洲核子研究中心。他参与的FP420研发实验项目是个国际合作项目，该项目需要通过在距离主要实验的相互作用点420米的位置安装额外的且更小的粒子探测器，达到升级超环面仪器（ATLAS）和紧凑μ子线圈（CMS）的目的。
考克斯跟其他人合著过一些物理学书籍，包括《为什么E=mc²?相对论普及读本》 （页面存档备份，存于）和《科学可以这样看丛书：量子宇宙》，这两本书都是他和杰夫·福修合著的。他曾指导或与其他人共同指导过几名博士生直到他们完成学业。

### 广播电视

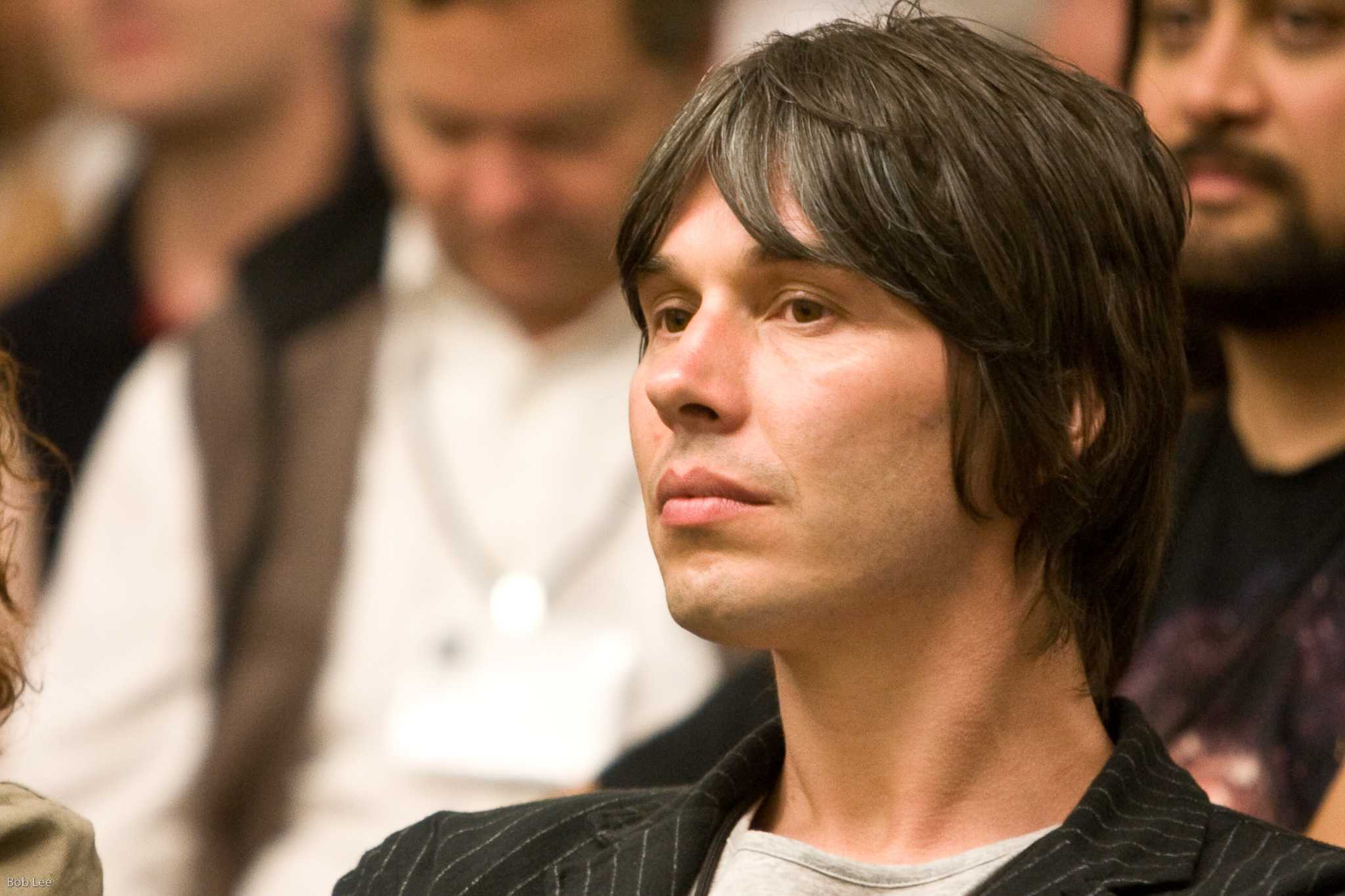
2008年布莱恩•考克斯在Science Foo Camp会议上

考克斯上过很多英国广播公司的广播节目和电视节目，包括《在爱因斯坦的阴影下》In Einstein's Shadow,BBC地平线系列，(《六十亿美元的实验》（"The Six Billion Dollar Experiment"）, 《重力错乱》（"What on Earth is Wrong with Gravity?"）, 《时空谜团》（"Do You Know What Time It Is?"）, 以及《人造恒星》（"Can we Make a Star on Earth?"）) ，他还为改版后的BBC教育资源网站Bitesize做过配音。2010年年初，他主持过英国广播公司第二台的电视节目《太阳系的奇迹》，该节目共5集。接着又从2011年3月6日开始，主持了《宇宙的奇迹》，该节目共4集。2013年播出的《生命的奇迹》也由考克斯主持，他称这个节目为“一个物理学家对生命/博物学的看法和感悟”。
他参与过主持英国广播公司儿童频道的节目Space Hoppers，并且作为客串嘉宾参演过儿童喜剧Dani's House。
考克斯还主持过BBC的纪录片《科学英国》Science Britannica（共3集），片中他带领观众纵览英国科学家在过去的350年里所作出的贡献，并探索了英国科学与英国民众的科学观之间的联系。
英国广播公司第二台指派考克斯担任《观星指南》节目的主持人，《观星指南》是一档天文主题的电视直播节目，第一季于2011年1月在电视上直播，连续三天播完。该节目由考克斯和物理学家出身的喜剧明星达拉·奥布莱恩共同主持，脱口秀节目主持人强纳森·罗斯也客串了这个节目。节目一经播出，就在英国上下引发了一场天文热潮。第二季和第三季《观星指南》分别于2012年1月和2013年1月播出，有各路明星作为嘉宾参与。 
从2009年11月开始，考克斯和喜剧明星罗宾·因斯共同主持英国广播公司广播4台的趣味科学节目The Infinite Monkey Cage。参加过这个广播节目的嘉宾有喜剧明星蒂姆·明钦，阿雷克谢·塞利，达拉·奥布莱恩，以及一些科学家，例如BBC纪录片“奇妙的人类旅程”的主演爱丽丝·罗伯茨，还有天体物理学家尼尔·德葛拉司·泰森。考克斯还参加过因斯的节目《给无神论者的九节课和颂歌》（Nine Lessons and Carols for Godless People），他每周做客一次英国广播公司广播6台音乐频率（BBC 6 Music）的《音乐早餐》（Breakfast Show）节目，该节目的主持是尚恩·基夫尼。考克斯还曾于2009年7月24日参加过一期罗伯特·卢埃林的播客节目《搭车旅行脱口秀》。
考克斯还多次现身在TED大会，做过一些关于大型强子对撞机（LHC）和粒子物理学的演讲。2009年他登上了《人物》杂志评选的全球最性感男性榜单。考克斯的声音曾在2010年和2011年被分别收录在《科学交响曲》的The Case for Mars和The Quantum World两首歌当中。2010年11月他在位于科文特花园的苹果零售店宣传自己新出的电子书，这些书是他当时一个新电视节目的配套书籍，考克斯在现场还回答了一些观众提的问题。
考克斯教授最廣為人知的是作為英國廣播公司的節目主持人，推動天文學和物理學等科目的普及。在90年代他是流行樂隊D:Ream的鋼琴手，因此亦被稱為「搖滾明星物理學家」（Rock Star Physicist）。

## 外部連結
- 维基共享资源上的相關多媒體資源：布萊恩·考克斯